# Opuntia dejecta
Opuntia dejecta es una especie fanerógama perteneciente a la familia Cactaceae. Es nativa de Centroamérica en Cuba e islas del Caribe.

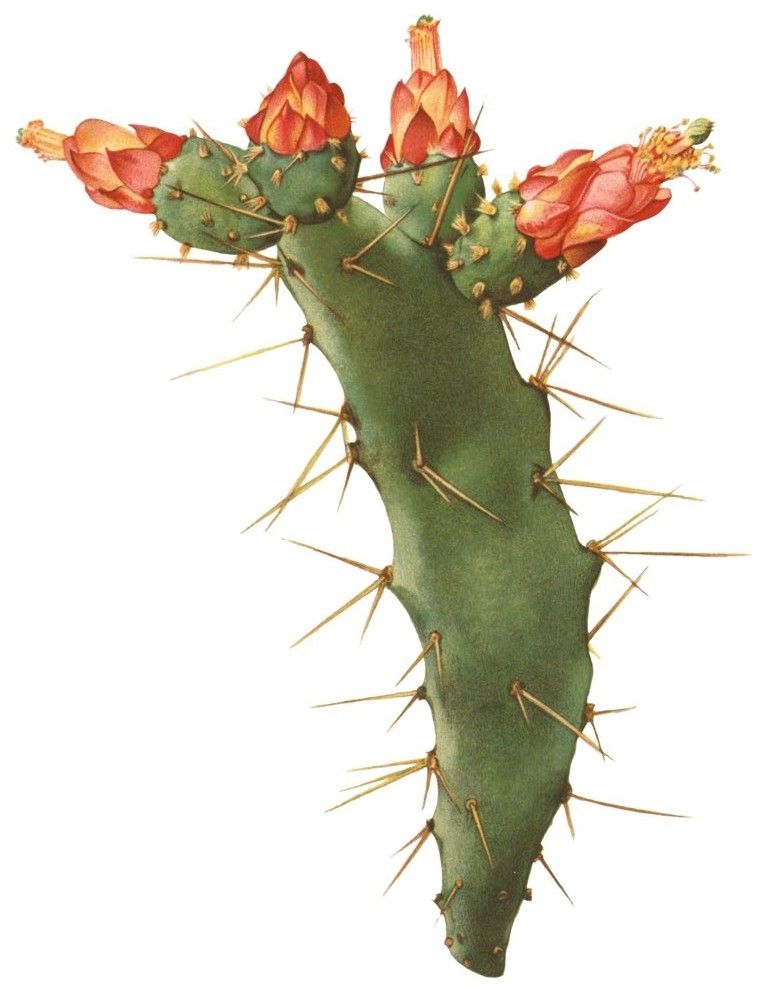
Detalle de la flor

## Descripción
Opuntia dejecta crece con ramas extendidas a colgantes, alcanzando un tamaño de 1 a 2 metros de altura. Tiene cladodios verdes a gris-verdes, gruesas y estrechas, lanceoladas  de 15 a 20 cm de largo y 5 a 8 de ancho. Los gloquidios son blanquecinos. La mayor parte de sus espinas son de color amarillo o rosa ligeramente grisáceo con la edad y miden hasta 4 centímetros. Las flores son de color rojo oscuro de 5 centímetros de longitud. Los frutos de color rojo oscuro, lisos, esféricos.

## Taxonomía
Esta especie  fue descrita por Joseph de Salm-Reifferscheidt-Dyck y publicado en Hortus Dyckensis ou Catalogue des Plantes ... 361. 1834.
Etimología
Opuntia: nombre genérico  que proviene del griego usado por Plinio el Viejo para una planta que creció alrededor de la ciudad de Opus en Grecia.
dejecta: epíteto latino que significa "reducido, hundido".
Sinonimia
- Nopalea dejecta

## Nombre común
- Nopal Chamacuero, Spiny Nopal